# Денгоф, Богуслав Эрнест
Богуслав Эрнест Денгоф (Bogusław Ernest Denhoff, ? — 1734) — государственный и военный деятель Речи Посполитой, командир пехотного полка коронной гвардии (1699—1706), подкоморий великий литовский (1702—1734), генерал-лейтенант коронных войск (1705), генерал литовской артиллерии (1710—1725), командир пехотного и драгунского полков ВКЛ (1711), староста сокольницкий.

## Биография
Представитель польского магнатского рода Денгофов герба «Вепрь». Старший сын подстолия великого литовского Герарда Денгофа (ок. 1632—1685) и Анны Беаты фон Голдштейн.
В 1699 году Богуслав Эрнест Денгоф был назначен командиром пехотного полка коронной гвардии, в 1702 году получил должность подкомория великого литовского. В 1705 году Богуслав Эрнест Денгоф был произведен в генерал-лейтенанты польской армии. В 1710—1725 годах носил звание генерала литовского артиллерии. В 1711 году командовал пехотным и драгунским полками в литовских войсках.
В 1703 году женился на Марианне Белинской (ок. 1685—1730), дочери маршалка великого коронного Казимира Людвика Белинского (ум. 1713) и Людвики Марии Морштын (ум. 1730), от брака с которой не имел потомства. Марианна Денгоф была одной из многочисленных любовниц польского короля и саксонского курфюрста Августа Сильного. В 1719 году Марианна Денгоф получила от папы римского Климента XI разрешение на развод с мужем и уехала вместе с королём Августом в Дрезден. В том же 1719 году она вторично вышла замуж за хорунжего великого коронного, князя Ежи Игнацы Любомирского (1687—1753).